# Musée Louis-Philippe du château d'Eu
Le musée Louis-Philippe du château d'Eu, est un musée historique labellisé Musée de France, situé à Eu en Normandie, au Nord de la Seine-Maritime.

## Histoire
Le bâtiment actuel fut commencé en 1578 par Henri de Guise et Catherine de Clèves, puis terminé en 1665 par la Grande Mademoiselle, cousine germaine du roi Louis XIV.
Il devint la résidence d'été de Louis-Philippe, roi des Français (1830-1848), qui y reçut deux fois la reine Victoria du Royaume-Uni en 1843 et 1845, signifiant ainsi « l'Entente cordiale » entre la France et le Royaume-Uni.
Demeure de la famille d'Orléans jusqu’au début du XXe siècle, le château connut entre 1872 et 1886 une période de grands travaux sous la direction de l'architecte Eugène Viollet-le-Duc. En 1902, le château est touché par un incendie.
En 1905, l'édifice fut acquis par l'ancienne famille impériale du Brésil, les princes d'Orléans-Bragance.

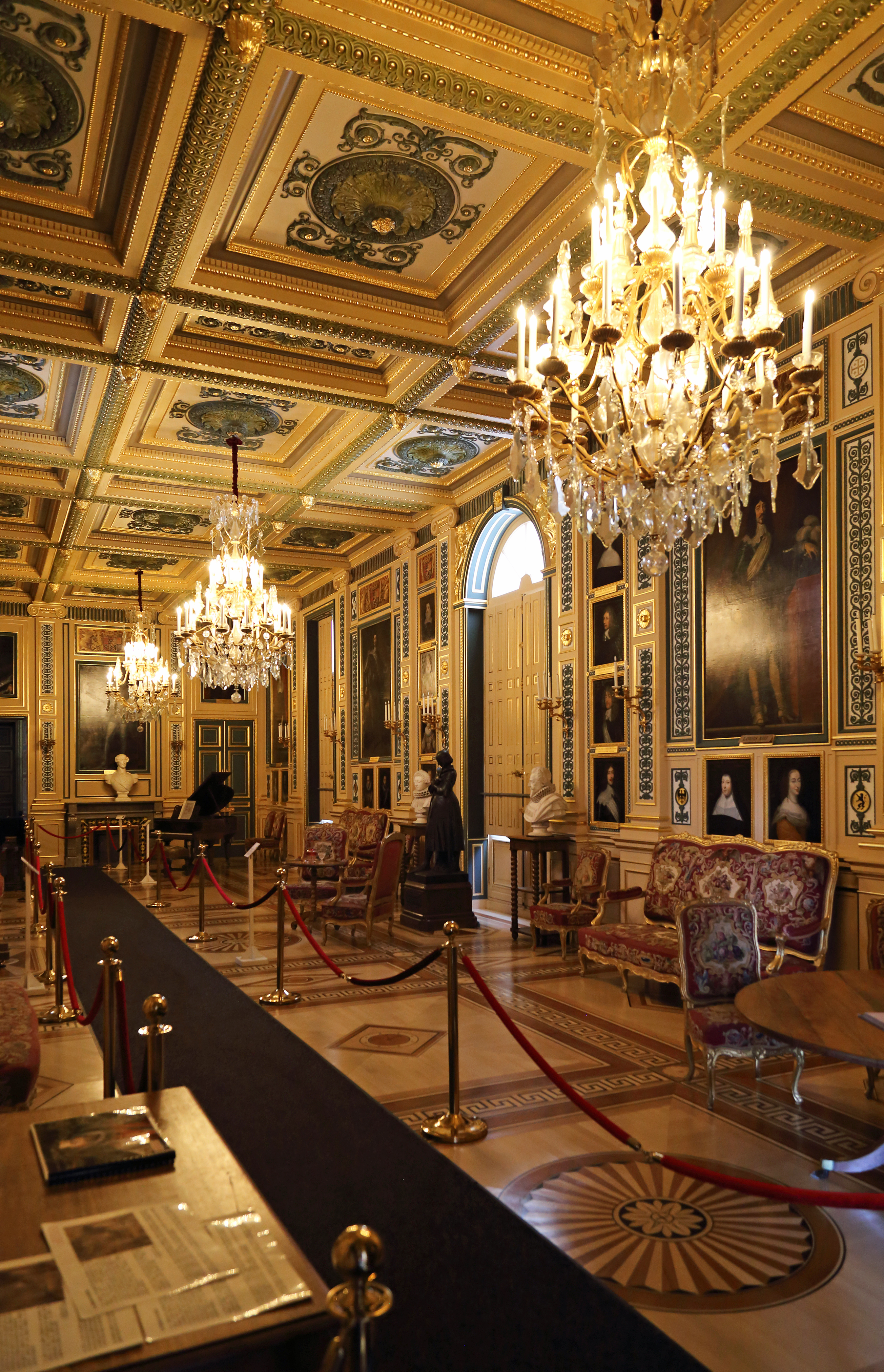
La galerie des peintures.

En 1964, après de multiples épisodes, la ville d’Eu se porte acquéreur du château.
En 1973, la municipalité y installe la mairie et le musée Louis-Philippe est créé ; Martine Bailleux-Delbecq en devient conservateur.
En 1985, pour faire mieux connaître le château et contribuer à l'enrichissement des collections, l'association des « Amis du musée Louis-Philippe du château d'Eu » est fondée par Isabelle d'Orléans et Bragance (1911-2003), comtesse de Paris, avec l'aide du conservateur.
En 2006, au départ à la retraite de Martine Bailleux-Delbecq, Alban Duparc, attaché de conservation, devient responsable du musée.
En 2007, Gabriel de Broglie, chancelier de l'Institut de France, succède à la comtesse de Paris en tant que président d'honneur des Amis du musée Louis-Philippe du château d'Eu qui en sont un des soutiens les plus actifs.
Une partie de l’ancien domaine royal du château demeure privée et appartient aux héritiers d'Isabelle d'Orléans-Bragance, ses fils Michel, Jacques d'Orléans et un de ses petits-fils, Robert d'Orléans, fils du défunt prince Thibault († 1983).

## Remeublement historique
En 2017, le Mobilier national a effectué deux importants dépôts au musée Louis-Philippe afin de remeubler la galerie des Guise et le grand salon. Dans la galerie, il s'agit de quatre grands canapés, six fauteuils et douze chaises en bois sculpté et doré, couverts en tapisserie de Beauvais d'après des dessins d'Amédée Couderc et provenant de l'ameublement du Sénat au palais du Luxembourg. Dans le salon,l'ensemble comprend un canapé, deux bergères, six fauteuils, six chaises, un écran de cheminée et un tabouret de pied, dont les bois sont pour partie du XVIIIe siècle et provenant du garde-meuble du château d'Eu, pour partie de l'époque Louis-Philippe. Donné par Louis-Philippe à sa fille la princesse Clémentine d'Orléans, il fut vendu par ses héritiers au Mobilier national.

## Collections
Le musée Louis-Philippe du château d’Eu abrite dans ses collections des tableaux, tapisseries, meubles ou encore objets d’art ayant fait partie de la décoration de cette résidence. Si les collections s’attachent à raconter l’histoire du château, elles évoquent tout particulièrement Louis-Philippe et sa famille, ainsi que l’Entente Cordiale, grâce à des tableaux d’Eugène Isabey, d’Eugène Lepoittevin, de François-Auguste Biard.
Les grands noms des arts décoratifs de l’époque sont présents grâce notamment à la donation du docteur Albert Court. Près de 140 objets rassemblés par cet ami de musée permettent aux visiteurs d’admirer le savoir-faire de la manufacture de Sèvres ou de l’orfèvre Christofle.
Les collections abritent également un ensemble exceptionnel de 46 portraits de la famille de Guise, qui forment le cœur de la grande salle de réception du château. N’oublions pas l’original héritage brésilien dont le témoignage le plus spectaculaire reste la berline. Cette dernière a été commandée par le roi Jean V de Portugal et nous est arrivée tout droit du Brésil après l’abdication de l’empereur Pedro II en 1889. La collection brésilienne comporte aussi du mobilier, des portraits et des sculptures, des livres, des objets d'ethnographie indienne.
Ajoutons à cela une autre pièce majeure des collections, la pompe à incendie à vapeur commandée par le comte de Paris pour le château. Elle constitue pour l’époque une innovation de taille par rapport à la pompe à bras.

## Lieu de tournage
En janvier 2018, l'équipe de l'émission Secrets d'Histoire a tourné plusieurs séquences au musée dans le cadre d'un numéro consacré au roi Louis-Philippe Ier.

## Galerie

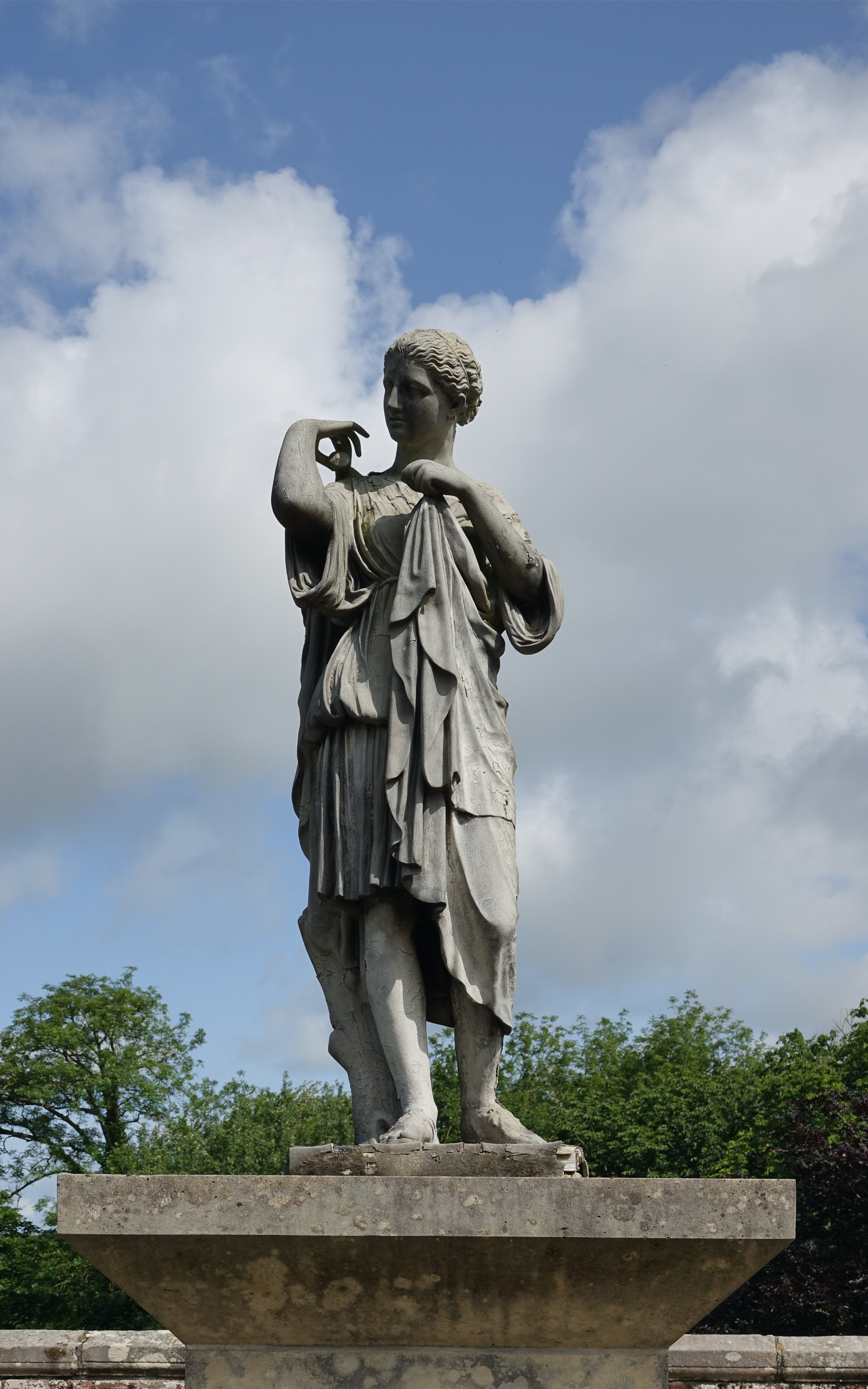
Diane de Gabies
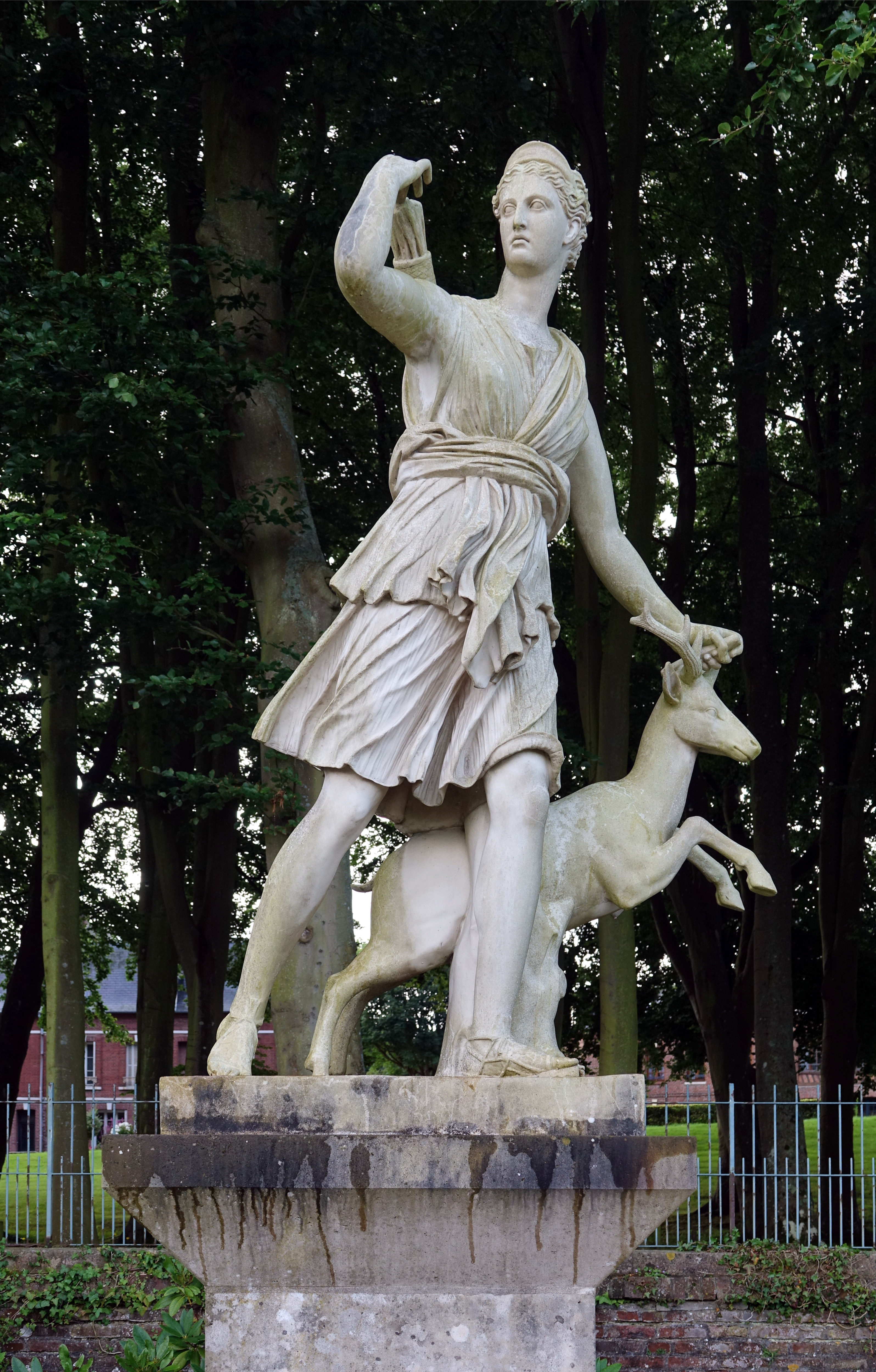
Diane de Versailles
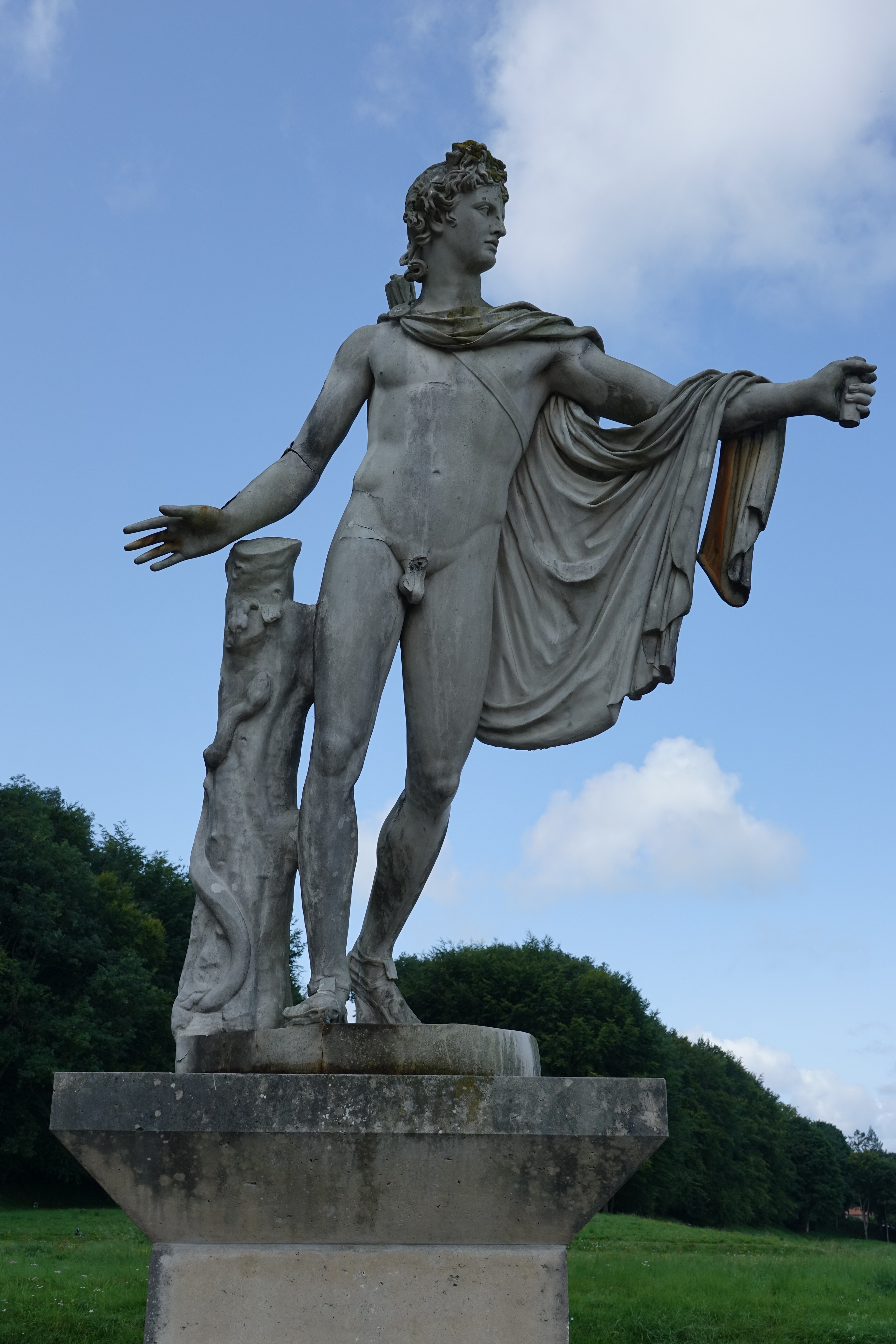
Apollon du Belvédère